# 梅維什·哈亞特
梅維什·哈亞特（1988年1月6日—）是巴基斯坦女演員及歌手，主要出現在巴基斯坦電視連續劇和电影。
哈亞特出生于一个人演艺世家：母亲Rukhsar Hayat在八十年代是一名知名的电视演员，两位哥哥和一位姐姐均为演员和歌手。
她在2012年演出的電視連續劇《Meray Qatil Meray Dildar》使她大受欢迎并为她带来多个獎項。哈亞特其他较为人喜爱的作品包括电影《法律上的演員》和《Punjab Nahi Jaungi》等。
2019年，哈亞特获得政府颁发Tamgha-e-Imtiaz勳章，表彰她对巴基斯坦演艺界的贡献。

## 外部連結
- 梅維什·哈亞特在互联网电影资料库（IMDb）上的資料（英文）
- 梅維什·哈亞特的Instagram帳戶
- 梅維什·哈亞特的X（前Twitter）